# A. E. Dyson
Ne doit pas être confondu avec Tony Dyson.
Anthony Edward Dyson, également connu sous le nom de Tony Dyson (28 novembre 1928 – 30 juillet 2002) est un critique littéraire, universitaire, professeur et militant LGBT britannique.

## Biographie
Dyson fait ses études au Pembroke College. Il commence sa carrière académique en 1955 comme enseignant à l'université de Bangor, puis à l'université d'East Anglia.
En 1958, il envoie des centaines de lettres à des personnalités politiques et artistiques afin d'obtenir leur soutien à la fondation de l'Homosexual Law Reform Society (HLRS). Il réussit à obtenir celui de personnalités telles Noel Annan, Clement Attlee, A. J. Ayer, Isaiah Berlin, Trevor Huddleston (en), Julian Huxley, Cecil Day-Lewis, John Boynton Priestley, Bertrand Russell, Donald Soper, A. J. P. Taylor, Angus Wilson et Barbara Wootton. Le 7 mars, une lettre, signée par toutes ces personnalités et demandant l'application des recommandations du rapport Wolfenden, est publiée par The Times.
Dans la mouvance, le groupe fonde l'Albany Trust (en), la branche caritative de l'HLRS.
Après avoir combattu la leucémie pendant plusieurs années, Tony Dyson meurt à Londres en juillet 2002.